# M7 Group
M7 Group (Canal+ Luxembourg S.àr.l) – luksemburski dostawca telewizji satelitarnej. Oferuje platformy cyfrowe w ośmiu krajach: Holandii, Belgii, Niemczech, Austrii, Czechach, Rumunii oraz na Słowacji i Węgrzech.
Jego portfolio obejmuje marki: Skylink (Czechy i Słowacja), CanalDigitaal (Holandia), Télésat (Belgia), TV Vlaanderen (Belgia), HD Austria (Austria), UPC Direct (Węgry), Focus Sat (Rumunia).